# Транспорт Узбекистану
Транспорт Узбекистану представлений автомобільним , залізничним , повітряним , водним (річковим)  і трубопровідним , у населених пунктах  та у міжміському сполученні діє громадський транспорт пасажирських перевезень. Площа країни дорівнює 447 400 км² (57-ме місце у світі). Форма території країни — складна, видовжена у субширотному напрямку; максимальна дистанція з півночі на південь — 1425 км, зі сходу на захід — 930 км. Географічне положення Узбекистану дозволяє країні контролювати транспортні шляхи між країнами Центральної Азії.

## Автомобільний
Загальна довжина автошляхів в Узбекистані, станом на 2000 рік, дорівнює 86 496 км, з яких 75 511 км із твердим покриттям і 10 985 км без нього (52-ге місце у світі).

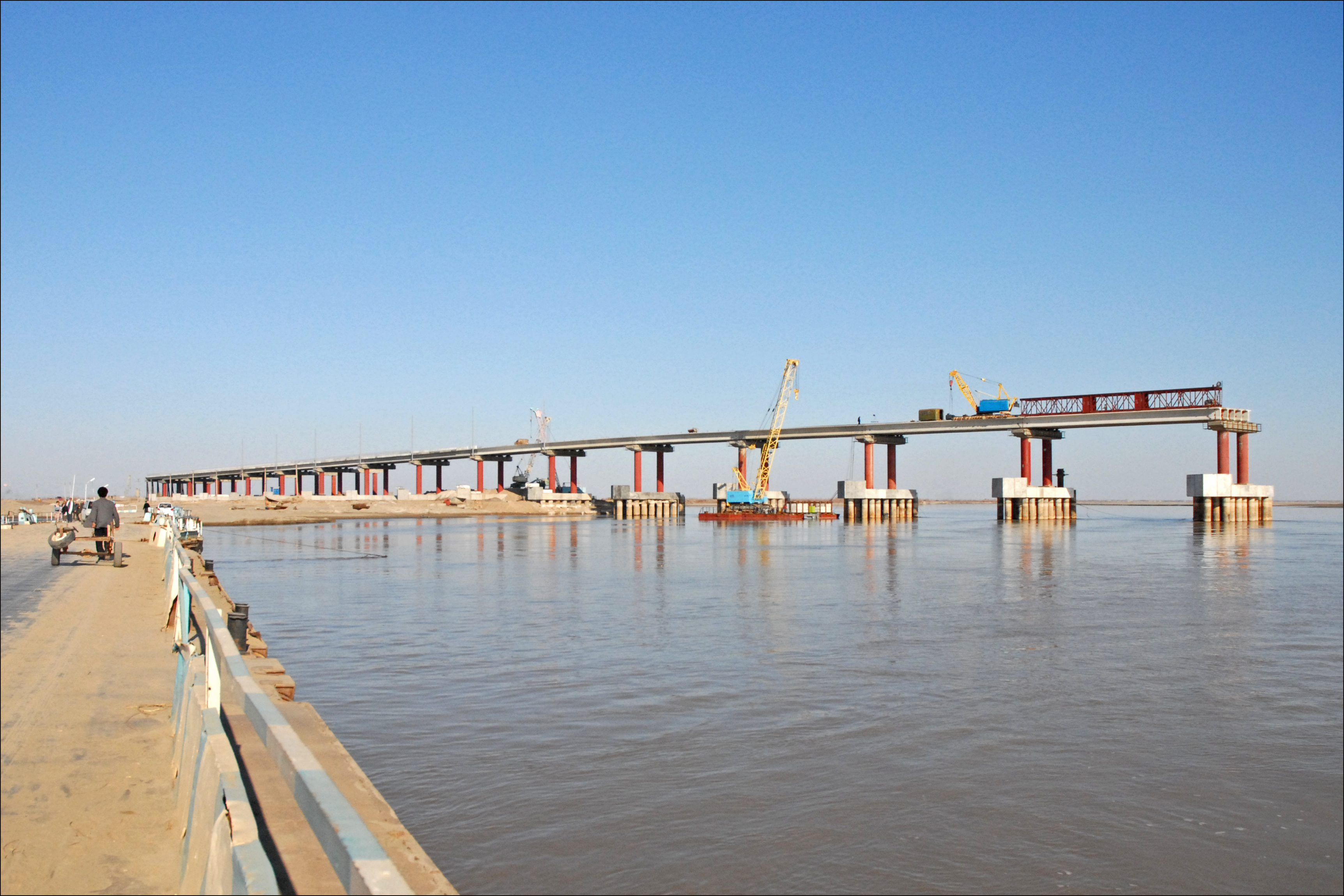
Будівництво моста через Амудар’ю, Хорезм, 2011
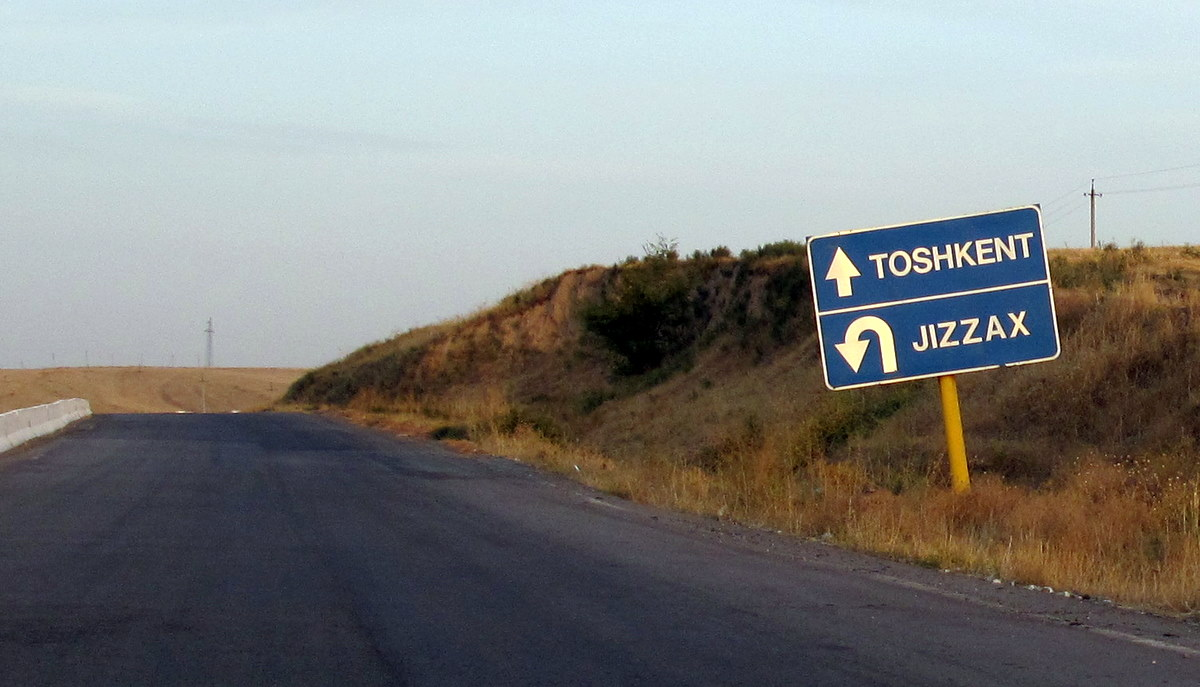
Дорожні знаки Узбекистану

## Залізничний
Загальна довжина залізничних колій країни, станом на 2014 рік, становила 3 645 км (48-ме місце у світі), з яких 3 645 км широкої 1520-мм колії (620 км електрифіковано).

## Повітряний
У країні, станом на 2013 рік, діє 53 аеропорти (89-те місце у світі), з них 33 із твердим покриттям злітно-посадкових смуг і 20 із ґрунтовим. Аеропорти країни за довжиною злітно-посадкових смуг розподіляються так (у дужках окремо кількість без твердого покриття):
- довші за 10 тис. футів (>3047 м) — 6 (0);
- від 10 тис. до 8 тис. футів (3047-2438 м) — 13 (2);
- від 8 тис. до 5 тис. футів (2437—1524 м) — 6 (0);
- від 5 тис. до 3 тис. футів (1523—914 м) — 4 (0);
- коротші за 3 тис. футів (<914 м) — 4 (18)[1].

У країні, станом на 2015 рік, зареєстровано 2 авіапідприємства, які оперують 29 повітряними суднами. За 2015 рік загальний пасажирообіг на внутрішніх і міжнародних рейсах становив 2,7 млн осіб. За 2015 рік повітряним транспортом було перевезено 114,3 млн тонно-кілометрів вантажів (без врахування багажу пасажирів).
Узбекистан є членом Міжнародної організації цивільної авіації (ICAO). Згідно зі статтею 20 Чиказької конвенції про міжнародну цивільну авіацію 1944 року, Міжнародна організація цивільної авіації для повітряних суден країни, станом на 2016 рік, закріпила реєстраційний префікс — UK, заснований на радіопозивних, виділених Міжнародним союзом електрозв'язку (ITU). Аеропорти Узбекистану мають літерний код ІКАО, що починається з — UT.

## Водний

### Річковий
Загальна довжина судноплавних ділянок річок і водних шляхів, доступних для суден з дедвейтом більше за 500 тонн, 2012 року становила 1 100 км(62-ге місце у світі).
Головні річкові порти країни: Термез на Амудар'ї.

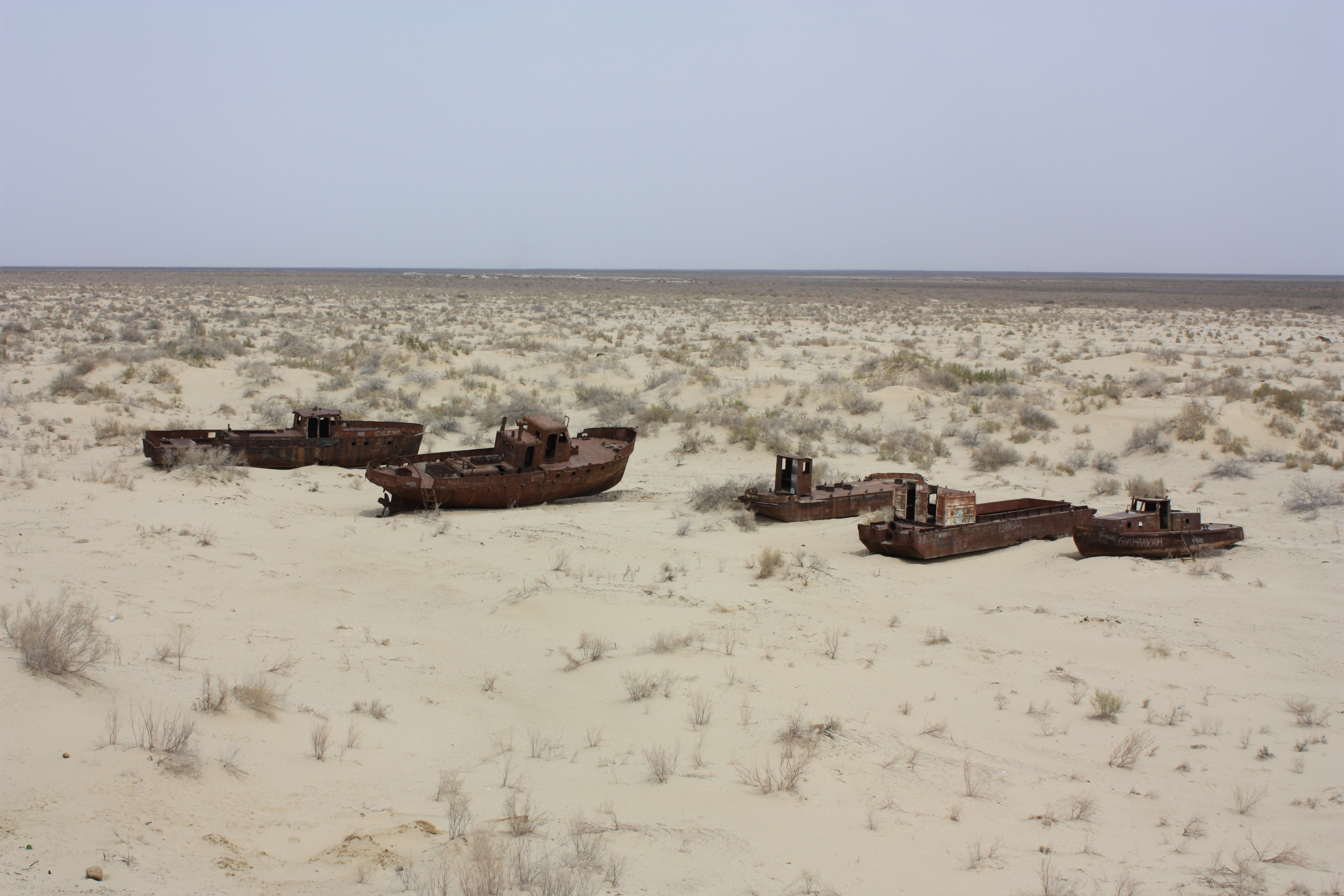
Покинуті кораблі Аральської флотилії, Муйнак, 2008 рік

## Трубопровідний
Загальна довжина газогонів в Узбекистані, станом на 2013 рік, становила 10 401 км; нафтогонів — 944 км.

## Державне управління
Держава здійснює управління транспортною інфраструктурою країни через агентство автомобільного і річкового транспорту, державні компанії Узбекістон темір їлларі (залізниці) та Узбекістон хавон їларі (авіалінії), що керуються держслужбовцями. Станом на 20 грудня 2016 року справами транспорту та інфраструктури в уряді Абдулли Аріпова опікувався перший віце-прем'єр Ачілбай Раматов.

### Українською
- Атлас. 10-11 клас. Економічна і соціальна географія світу / упорядники :  О. Я. Скуратович, Н. І. Чанцева. — К. : ДНВП «Картографія», 2010. — ISBN 978-966-475-639-3.
- Атлас світу / голов. ред. І. С. Руденко ; зав. ред. В. В. Радченко ; відп. ред. О. В. Вакуленко. — К. : ДНВП «Картографія», 2005. — 336 с. — ISBN 9666315467.
- Безуглий В. В. Економічна і соціальна географія зарубіжних країн : Навчальний посібник. — К. : ВЦ «Академія», 2007. — 704 с. — ISBN 978-966-580-239-6.
- Безуглий В. В., Козинець С. В. Регіональна економічна і соціальна географія світу : Навчальний посібник. — видання 2-ге, доп., перероб. — К. : ВЦ «Академія», 2007. — 688 с. — ISBN 966-580-144-9.
- Головченко В., Кравчук О. Країнознавство: Азія, Африка, Латинська Америка, Австралія і Океанія. — К., 2006. — 335 с. — ISBN 966-8939-04-2.
- Дахно І. І. Країни світу: Енциклопедичний довідник / І. І. Дахно, С. М. Тимофієв. — К. : Мапа, 2011. — 606 с. — (Бібліотека нового українця) — ISBN 978-966-8804-23-6.
- Дахно І. І. Економічна географія зарубіжних країн : навчальний посібник. — К. : Центр учбової літератури, 2014. — 319 с. — ISBN 978-611-01-0682-5.
- Дорошенко В. І. Географія транспорту : Навчальний посібник / В. І. Дорошенко, К. Д. Діденко. — К. : Київський нац. ун-т ім. Т. Шевченка, 2010. — 183 с. — ISBN 978-966-439-329-1.
- Дубович І. А. Країнознавчий словник-довідник. — 5-те вид., перероб. і доп. — К. : Знання, 2008. — 839 с. — ISBN 978-966-346-330-8.
- Економічна і соціальна географія країн світу : Навчальний посібник / За ред. С. П. Кузика. — Л. : Світ, 2002. — 672 с. — ISBN 966-603-178-7.
- Зарубіжна транспортна географія : навчальний посібник / уклад. : Петрашевський О. Л. и др. — К. : Національний транспортний університет, 2015. — 95 с. — ISBN 978-966-632-227-5.
- Ігнатьєв П. М. Країнознавство: Країни Азії. — Ч. : Книги-ХХІ, 2004. — 383 с. — ISBN 966-8029-53-4.
- Книш М. М., Мамчур О. І. Регіональна економічна і соціальна географія світу (Латинська Америка та Карибські країни, Африка, Азія, Океанія) : навч. посіб. — Л. : ЛНУ ім. Івана Франка, 2013. — 368 с. — ISBN 978-617-10-0007-0.
- Юрківський В. М. Регіональна економічна і соціальна географія. Зарубіжні країни : Підручник. — К. : Либідь, 2001. — 416 с. — ISBN 966-06-0092-5.

### Англійською
- (англ.) Modern Transport Geography / Hoyle, B. and R. Knowles (eds). — Second Edition,. — London : Wiley, 1998.
- (англ.) Rodrigue, J-P. The Geography of Transport Systems. — Fourth Edition. — N. Y. : Routledge, 2017. — 440 с. — ISBN 978-1138669574.
- (англ.) Taaffe E. J., Gauthier H. L. and O'Kelly M. E. Geography of transportation. — Second Edition. — N. Y. : Prentice Hall, 1996. — ISBN 0-13-368572-1.
- (англ.) Black, W. Transportation: A Geographical Analysis. — N. Y. : Guilford, 2003.

### Російською
- (рос.) Максаковский В. П. Географическая картина мира. Книга I: Общая характеристика мира. — М. : Дрофа, 2008. — 495 с. — ISBN 978-5-358-05275-8.
- (рос.) Максаковский В. П. Географическая картина мира. Книга II: Региональная характеристика мира. — М. : Дрофа, 2009. — 480 с. — ISBN 978-5-358-06280-1.
- (рос.) Физико-географический атлас мира. — М. : Академия наук СССР и главное управление геодезии и картографии ГГК СССР, 1964. — 298 с.
- (рос.) Шаповал Н. С. Транспортная география и транспортные системы мира : учебное пособие. — К. : Центр учбової літератури, 2006. — 188 с. — ISBN 000-0000-00-4.
- (рос.) Экономическая, социальная и политическая география мира. Регионы и страны / под ред. С. Б. Лаврова, Н. В. Каледина. — М. : Гардарики, 2002. — 928 с. — ISBN 5-8297-0039-5.
- (рос.) Энциклопедия стран мира / глав. ред. Н. А. Симония. — М. : НПО «Экономика» РАН, отделение общественных наук, 2004. — 1319 с. — ISBN 5-282-02318-0.